# 台視大樓
25°02′52″N 121°33′01″E / 25.04787°N 121.55014°E

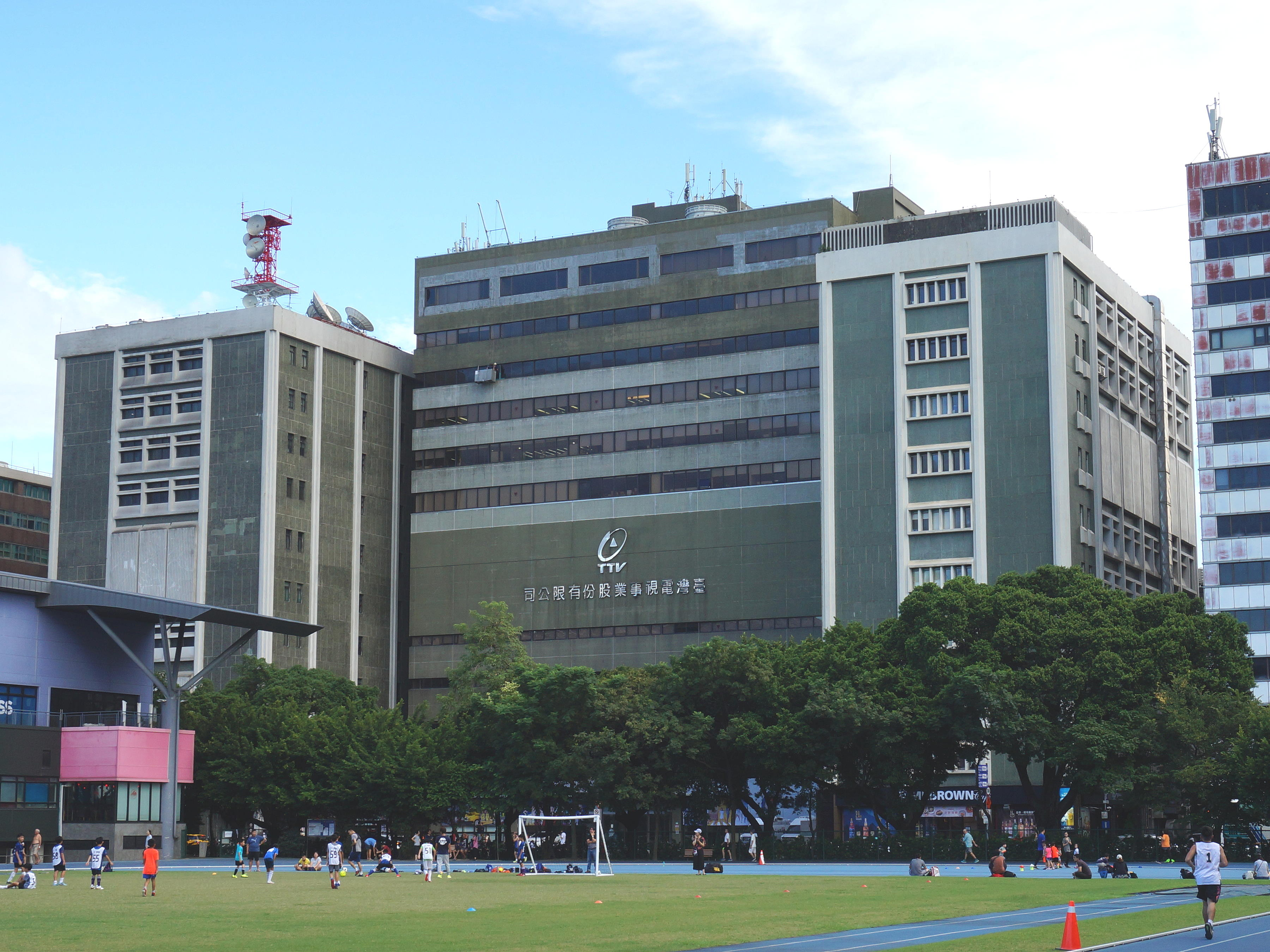
1990年啟用至今的台視大樓，由左至右分別為「東翼大樓」、「中央大樓」與「西翼大樓」。

台視大樓是台灣第一座電視大樓，為臺灣電視公司（台視）營運總部，共有三棟大樓，並合用同一個門牌號碼。現行門牌號碼為「台北市松山區八德路三段10號」。臺視的主要部門及大部分的攝影棚皆位於此。

## 歷史

### 第一期工程

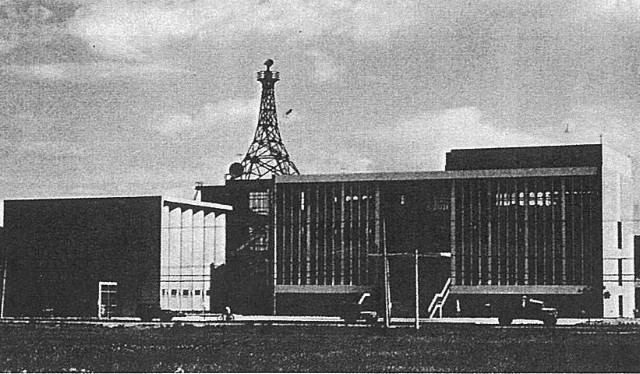
1962年完成的台視大樓，分為「中央大樓」（右）與「攝影大樓」（左）。

1962年4月10日，台視在台北市松山區中正路一塊兩千多坪的土地上舉行台視大樓興建工程動土典禮。起初的台視大樓分為兩棟：一棟是攝影大樓，共有地上三層，內有一座70坪大的攝影棚及一座約30坪的小型攝影棚；另一棟是辦公大樓，共有地上四層，電視機製配廠在一樓，大廳在二樓，正前方有一段鋼筋混凝土樓梯直通二樓；兩棟大樓之間的四層樓大樓可視為攝影大樓的延伸，三樓是主控室，四樓是微波室，樓頂有一座約15公尺高的微波鐵塔。兩棟大樓的設計及內部規劃者是建築師沈祖海，設計時參考了當時美國一些電視大樓的設計。土木工程由大昌祥營造廠承包，總價款為新台幣390萬元。1962年9月中旬，台視大樓工程全部完工，並開始在鐵塔上安裝微波天線。1962年10月10日，台視開播，台視大樓門牌號碼定為「台北市松山區中正路990號」（後改為松山區中正路994巷990號）。隨著台視擴充業務與增加節目，台視很快就發現兩個攝影棚不敷使用，於是中央大樓四樓已改為倉庫的大禮堂被改建為第二攝影棚，卻仍然不足以應付不斷增加的自製節目；又因為中國電視公司的醞釀設立，台視決定規劃第二期工程。

### 第二期工程（西翼大樓）

1971年完成的台視「西翼大樓」（右）。

1968年初，經過多次開會討論，沈祖海設計完成台視第二期工程興建計劃初稿：在中央大樓西邊的原車庫及空地上，興建地上十層、地下一層的西翼大樓，內有兩座大型攝影棚。1969年9月13日，第二期工程正式簽約發包興建；1969年9月20日，開工挖地。由於地基土質鬆軟，又遇到土壤液化沉陷，拖延了整基與打樁工程，直到地下室完工後才比較順利。土木工程由天壇營造廠承包，總價款為新台幣2027萬元（不含天壇營造廠採購水泥與鋼樑的價格），於1971年完工。
1967年，台視申請設立「台灣電視訓練中心」，簡稱「台視訓練中心」，創辦人由台視董事長林柏壽兼任。1971年夏季，西翼大樓落成，台視訓練中心設於西翼大樓；1971年8月5日，台視訓練中心公開招生。1974年底，因台視本身房舍不夠應用，台視訓練中心暫停營運。
1970年7月1日，配合台北市道路拓寬及新闢，台視大樓門牌號碼改為「台北市松山區八德路三段8巷10號」。
1984年3月10日20時08分，西翼大樓第四攝影棚在拍攝連續劇《鐵血楊家將》的爆破特效時，爆破場面處理失當引起火災，濃煙瀰漫至正在錄播現場直播綜藝節目《大家樂》的第五攝影棚；同日21時05分，火勢被撲滅。
1987年4月，台視大樓門牌號碼改為「台北市松山區八德路三段10號」。

### 第三期工程（東翼大樓、中央大樓）

1981年完成的台視「東翼大樓」（左）。

#### 東翼大樓
1976年，台視開始規劃第三期工程。1976年12月1日，第三期工程草案決定，拆除第一期工程所建造的攝影大樓，原地興建地上十一層、地下兩層的東翼大樓。台視仍然委託沈祖海負責東翼大樓的設計及內部規劃，另有由台視總工程師畢家湘擔任召集人的「東翼大廈擴建小組」負責執行工作，台視工程部設修組秉承上級指示與東翼大廈擴建小組之命令辦理第三期工程相關業務。1978年4月20日，東翼大樓開工，建地面積275坪，扣除人行道、車道與後方空地之後的建地面積約為252坪，台視董事長許金德親自主持動土典禮。東翼大樓內有三座攝影棚（包括一個新聞攝影棚），尚有工程部、節目部、新聞部、業務部、主控室、副控室與錄影室，總樓地板面積為2824坪。佔地98坪的主控室在東翼大樓九樓，微波室在東翼大樓十一樓。除了在東翼大樓設置升降機以外，中央大樓的二至三樓被改為佈景道具間，給美工組使用。
東翼大樓土木工程是台視公開招標的，共有六家著名營造業者比價，毅成建設以最低價得標。三禾電氣承包東翼大樓水電工程，士林電機提供東翼大樓電源室設備，開立工程承包東翼大樓冷氣空調工程。由於地基鬆軟、地下水位甚高，東翼大樓地基施工比較困難。東翼大樓地下四周採用連續壁施工法，共有48公尺深的基樁41支直達地底岩層。東翼大樓的鋼樑皆從國外進口。1980年6月底，東翼大樓土木工程完工。東翼大樓原本預定1980年4月27日完工，但因工程變更設計以增建車庫，以及向美國訂購的空調設備及主機受到國外罷工影響而延遲交貨，直到1981年初才逐步完工，工程部、節目部與業務部相繼遷入。
東翼大樓採用鋼骨鋼筋混凝土（Steel reinforce concrete construction；SRC）結構，總樓地板面積10304平方公尺，高度45公尺，連續壁長度2057公尺，連續壁深度16.46公尺。東翼大樓也是台灣第一棟鋼骨鋼筋混凝土結構之建築物，也讓之後的建築施工有了新的思維。

#### 中央大樓
1985年2月21日，台視董事長許金德主持中央大樓土木工程開標會議，華熊營造（熊谷組台灣分公司）得標，工程費用為新台幣1億3980萬元。1985年5月21日，許金德在已拆除的中央大樓原址主持中央大樓動土儀式。1987年10月10日，地上十三層、地下兩層的中央大樓完工啟用，總面積約13550平方公尺（約合4099坪）。中央大樓除了有辦公室與兩座攝影棚以外，二樓存放演藝節目影片，三樓存放時裝劇影片，四樓存放古裝劇影片，五樓是小道具與服裝間，地下停車場可存放75輛小客車。中央大樓與東翼大樓及西翼大樓有多層相連通。中央大樓有三部客用電梯與三部緊急供電合計150萬伏安（1500kVA）之柴油發電機。
西翼大樓有兩座攝影棚，東翼大樓有三座攝影棚，中央大樓有兩座攝影棚，再加上中和攝影棚，台視已擁有八座攝影棚：
| |              |                                        |
| \| 攝影棚名稱 \| 入口位置 \| 適合用途 \| \| ---------- \| ------------ \| -------------------------------------- \| \| 第一攝影棚 \| 東翼大樓二樓 \| 大型綜藝節目錄影 \| \| 第二攝影棚 \| 東翼大樓六樓 \| 綜藝、戲劇節目錄影 \| \| 第三攝影棚 \| 東翼大樓十樓 \| 新聞節目錄影 \| \| 第四攝影棚 \| 西翼大樓二樓 \| 綜藝、戲劇節目錄影 \| \| 第五攝影棚 \| 西翼大樓七樓 \| 演講、歌友會、新歌/新人/新產品發表會等 \| \| 第六攝影棚 \| 中央大樓六樓 \| 戲劇、社教、訪談性節目錄影 \| \| 第七攝影棚 \| 中央大樓六樓 \| 戲劇、社教、訪談性節目錄影 \| \| 中和攝影棚 \| 中和攝影棚 \| 戲劇節目錄影 \| |              |                                        |
| 攝影棚名稱 | 入口位置     | 適合用途                               |
| 第一攝影棚 | 東翼大樓二樓 | 大型綜藝節目錄影                       |
| 第二攝影棚 | 東翼大樓六樓 | 綜藝、戲劇節目錄影                     |
| 第三攝影棚 | 東翼大樓十樓 | 新聞節目錄影                           |
| 第四攝影棚 | 西翼大樓二樓 | 綜藝、戲劇節目錄影                     |
| 第五攝影棚 | 西翼大樓七樓 | 演講、歌友會、新歌/新人/新產品發表會等 |
| 第六攝影棚 | 中央大樓六樓 | 戲劇、社教、訪談性節目錄影             |
| 第七攝影棚 | 中央大樓六樓 | 戲劇、社教、訪談性節目錄影             |
| 中和攝影棚 | 中和攝影棚   | 戲劇節目錄影                           |

1991年4月，台視總經理王家驊接受《遠見雜誌》專訪時說，台視大樓占地只有八千多坪，台視在桃園縣龜山鄉購地「是全盤的考慮」。

### 圍牆
台視大樓本無圍牆。1987年民意代表選舉，民主進步黨群眾由謝長廷與蔡式淵率領，敲鑼打鼓，外帶一百分貝擴音機，圍住台視廣場，丟擲石頭、棍棒，最後被陳振中斥退。1987年11月16日，臺灣原住民族權利促進會到台視廣場，抗議台視八點檔連續劇《勇者的奮鬥》有醜化山地原住民（當時稱為山地同胞）的劇情，要求台視停播該劇或致歉；台視同意於該劇播出中插播致歉字卡。1988年4月5日11時，以雲嘉南地區為主的一千多名民主進步黨人士不理會警方多次勸阻，齊聚在台視廣場，向台視大樓大門投擲雞蛋和砸毀自己帶去的電視機，抗議台視新聞對該黨立法委員朱高正領導的「329大湖山莊事件」報導不公。經過這些抗議事件，台視遂在台視廣場築起圍牆。
1990年4月28日，台視首播新版開播影片，讓台視大樓及其內部硬體設備（主控室、攝影棚等的硬體設備）入鏡，以〈台視之聲〉為背景音樂，沿用前台視導播陳振中的旁白「臺灣電視公司，現在開始今天晨間的各項電視節目」；最後定格畫面為台視中央大樓正面遠景疊印台視第三代商標與隸書體「台視與您共創未來」八字，中央大樓前已經築起台視廣場圍牆。
1995年5月19日，黨政軍退出三台運動聯盟在台視廣場前抗議，要求全面改造媒體、全面開放電視頻道，同時在台視廣場圍牆掛滿抗議標語。
2000年賴國洲接任台視董事長之後，認為圍牆是專制時代的象徵，下令台視總務組拆除台視廣場圍牆。

## 圖片集

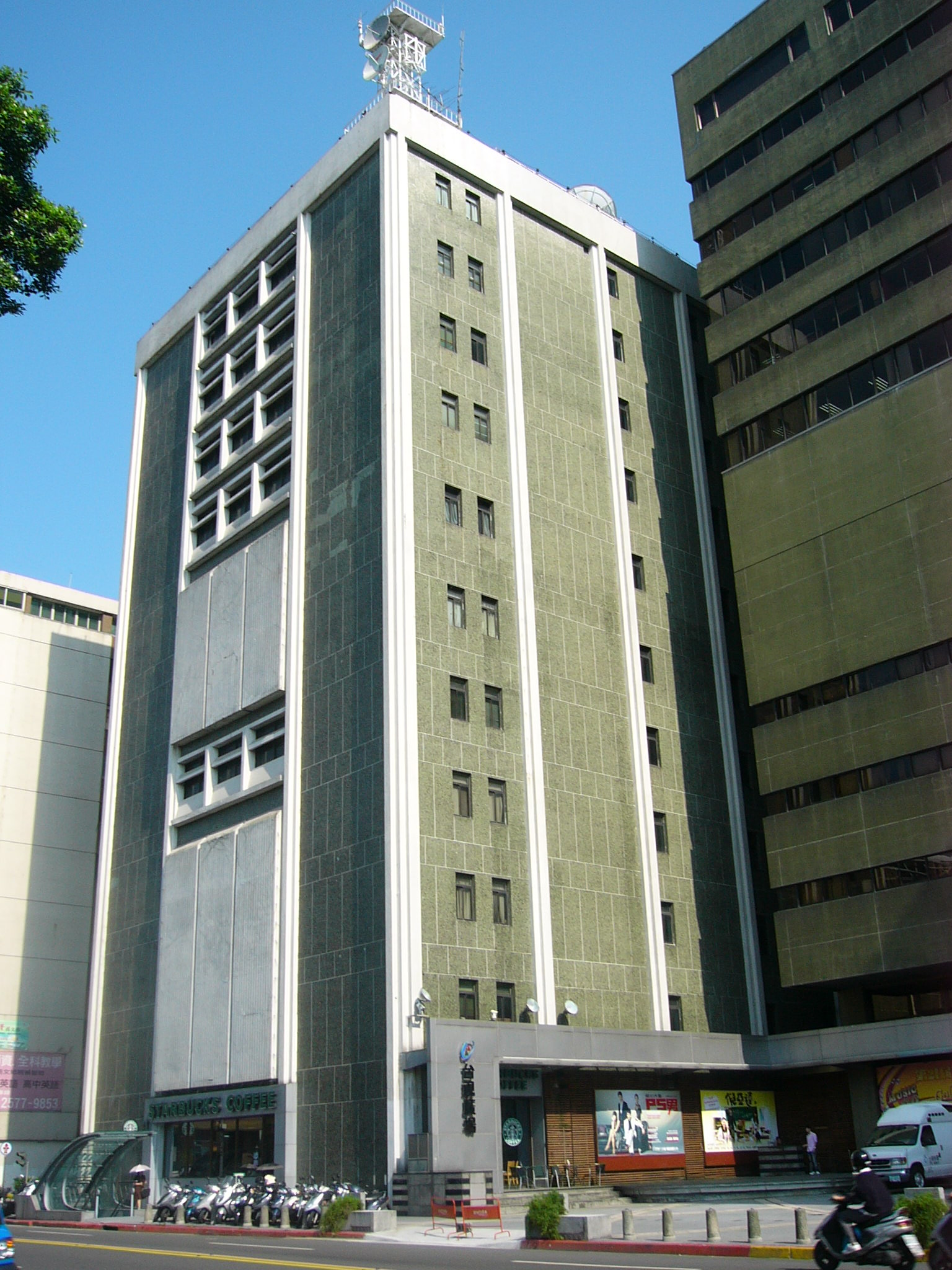
台視東翼大樓右前方外觀
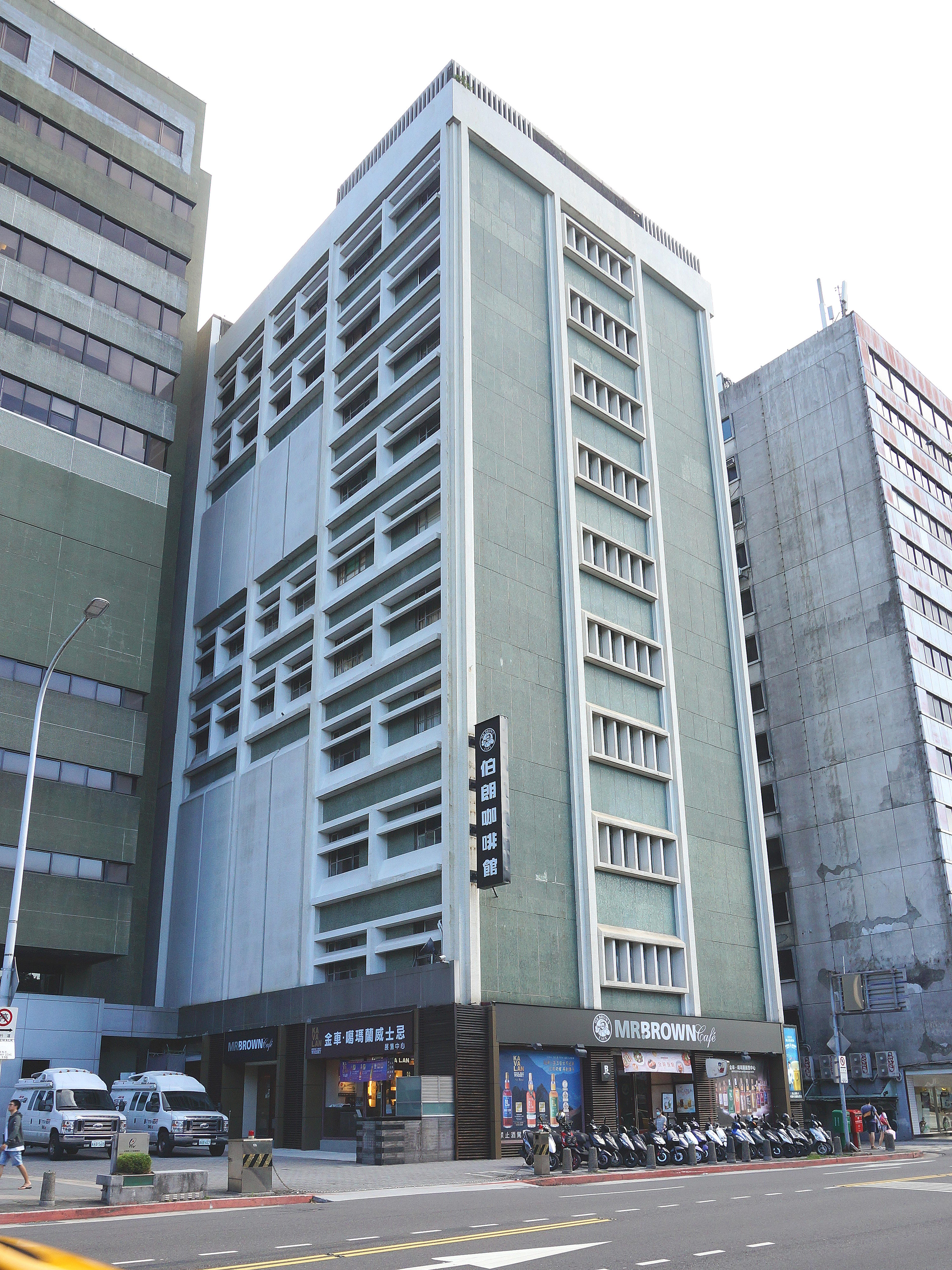
台視西翼大樓左前方外觀
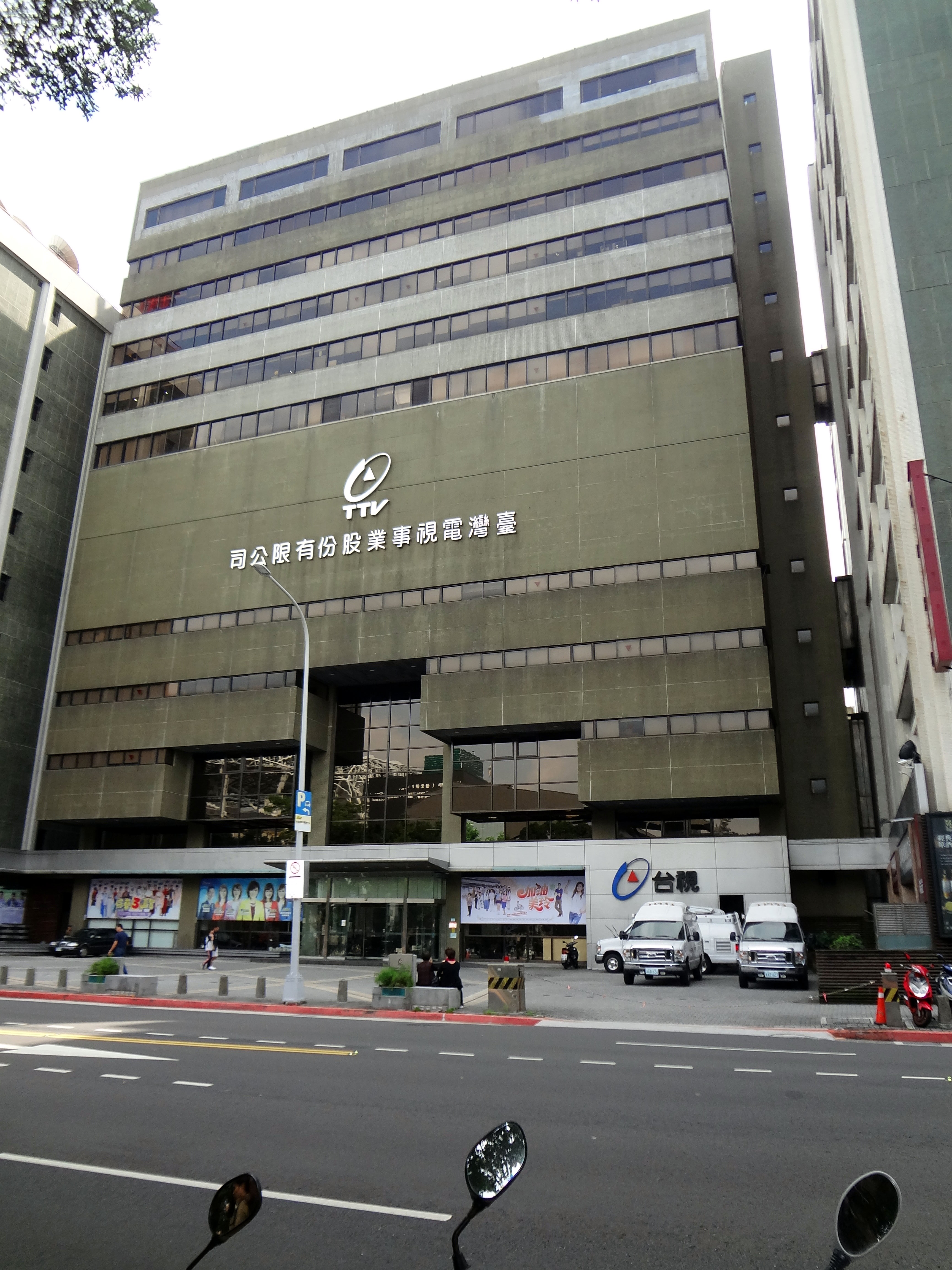
台視中央大樓正面外觀
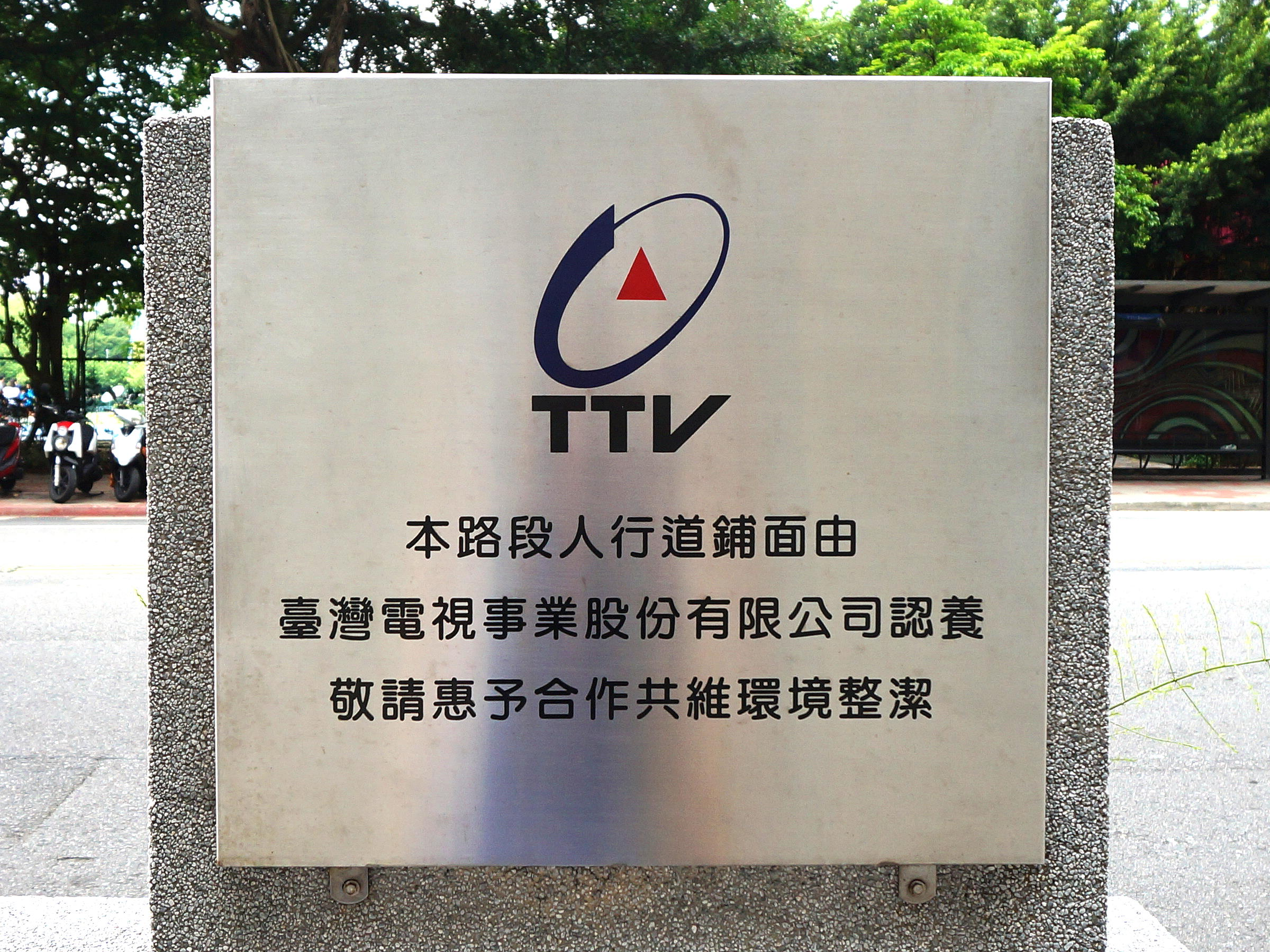
台視第四代商標時期認養台視大樓前人行道鋪面的標示牌
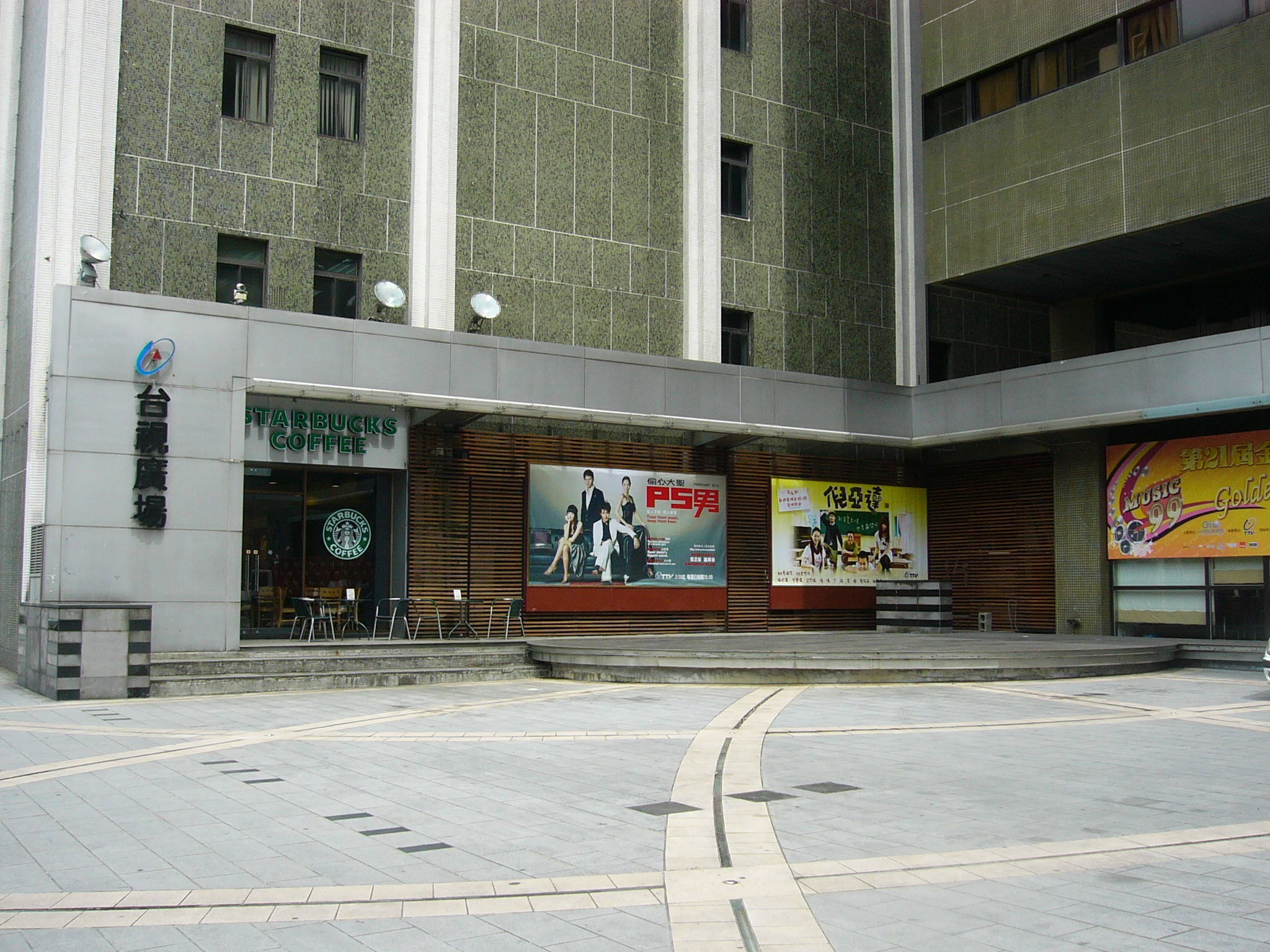
台視廣場舞台側